# Тобысь (приток Ухты)
Тобысь — река в России, протекает в Республике Коми. Впадает в Ухту справа в 87 км от её устья. Длина реки составляет 106 км.

## Притоки
- 4 км: Вурдаёль (лв)
- 20 км: Комбриёль (лв)
- 27 км: Ухарка (пр)
- 30 км: Ухтарка (лв)
- 46 км: Нижняя Сывъёль (пр)
- 50 км: Верхняя Сывъёль (пр)
- 54 км: Ниасъёль (лв)
- 66 км: Гыаёль (пр)
- 72 км: Кочасъёль (пр)

## Данные водного реестра
По данным государственного водного реестра России относится к Двинско-Печорскому бассейновому округу, водохозяйственный участок реки — Печора от впадения реки Уса до водомерного поста Усть-Цильма, речной подбассейн реки — Печора ниже впадения Усы. Речной бассейн реки — Печора.
Код объекта в государственном водном реестре — 03050300112103000076523.